# Lago Schluch
El lago o embalse Schluch (en alemán Schluchsee)  es un embalse en la Alta Selva Negra en Baden-Wurtemberg, Alemania.

## Ubicación
Está ubicado al sureste del lago Titi y es el lago más grande de la Selva Negra.

## Historia
Era originalmente un lago glaciar, cuya superficie se encontraba aproximadamente 30 m por debajo de la actual.

## Fotos
|               |
| Muro de presa |

|      |
| Lago |

|                         |
| Actividades recreativas |

|           |
| Congelado |